# Seleção Islandesa de Futebol Feminino
A Seleção Islandesa de Futebol Feminino representa a Islândia no futebol feminino internacional. 